# Leiosyrinx matsukumai
Leiosyrinx matsukumai é uma espécie de gastrópode do gênero Leiosyrinx, pertencente a família Raphitomidae.